# أقر سفلي
أقر سفلي (بالفارسية: اقر سفلی) هي قرية تقع في قسم فريمان الريفي (مقاطعة فريمان) في إيران. يقدر عدد سكانها بـ 20 نسمة .